# Estádio Arthur Mesquita Dias
Estádio Arthur Mesquita Dias – stadion piłkarski, znajdujący się w Sapucaia do Sul, Rio Grande do Sul, Brazylia. Stadion posiada 2500 lub 3000 miejsc dla kibiców.